# آموزش پیانو
آموزش پیانو مطالعه آموزش نوازندگی پیانو است، در حالی که زمینه حرفه ای آموزش موسیقی به آموزش موسیقی در کلاس‌های مدرسه یا محیط‌های گروهی مربوط می‌شود، آموزش پیانو بر آموزش مهارت‌های موسیقی به دانش آموزان پیانو متمرکز است، این اغلب از طریق دستورالعمل‌های خصوصی یا نیمه خصوصی انجام می‌شود که معمولاً به عنوان درس‌های پیانو شناخته می‌شود، به دست‌اندرکاران آموزش پیانو، مربیان پیانو، یا به سادگی، معلمان پیانو می‌گویند.

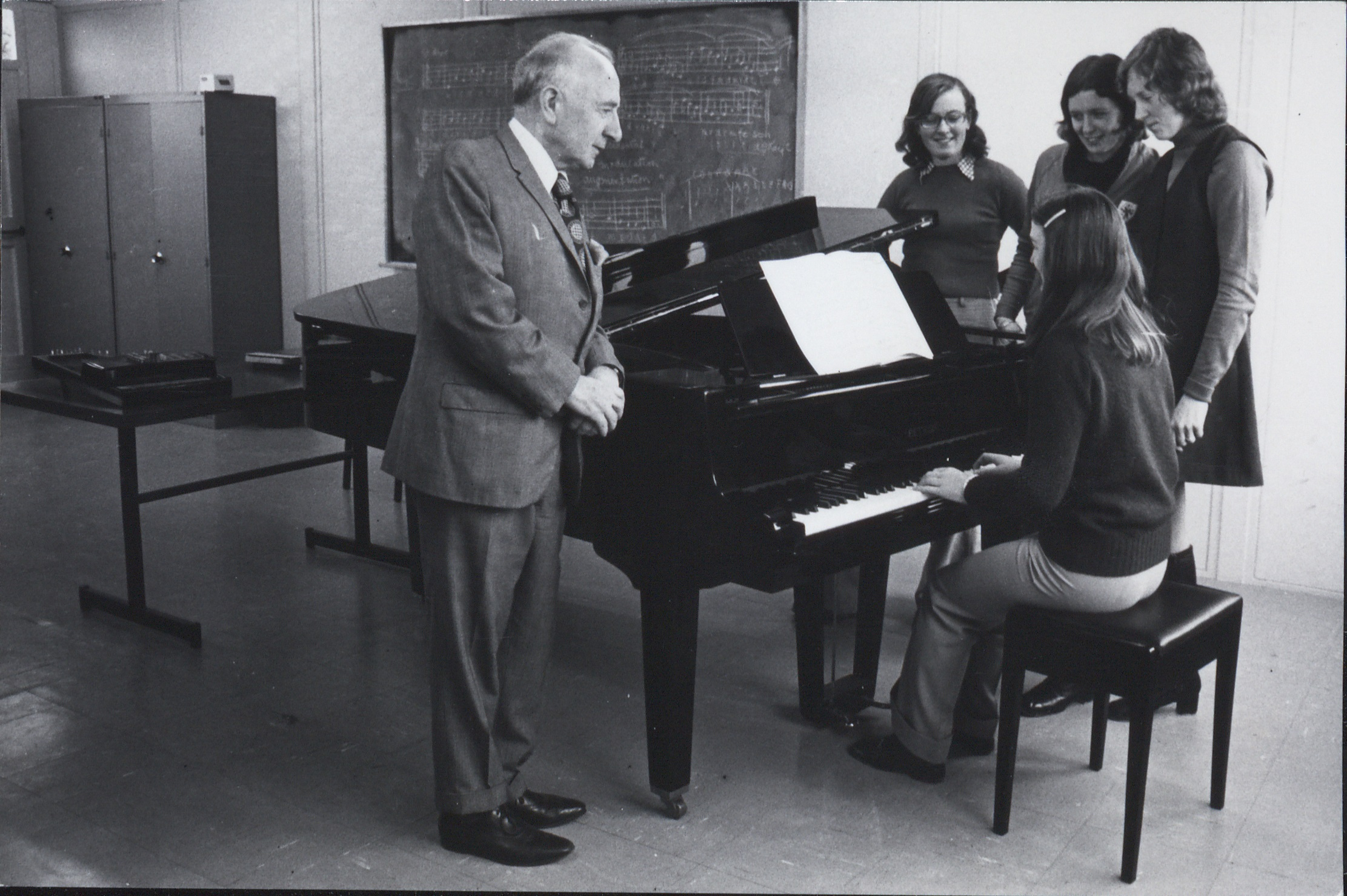
آموزش موسیقی و معلم پیانو با دانش آموزی در حال نواختن پیانو و سه دانش آموز در حال مشاهده به تصویر می‌کشد.

## آموزش حرفه ای
دامنه حرفه ای گری در بین معلمان پیانو بدون شک گسترده است. جیمز باستین، مربی پیانو و نویسنده کتاب‌های آموزشی متعدد، هشدار داد: «آموزش شایسته همیشه با تعداد سال‌هایی که فرد درس خوانده است تضمین نمی‌شود»عواملی که بر کیفیت حرفه ای معلم پیانو تأثیر می‌گذارد عبارتند از صلاحیت فرد در اجرای موسیقی، دانش ژانرهای موسیقی، تاریخچه و تئوری موسیقی، رپرتوار پیانو، تجربه در تدریس، توانایی تطبیق روش تدریس خود با هنرجویان با شخصیت‌های مختلف و سبک‌های یادگیری، سطح تحصیلات و غیره.

## مربیان برجسته پیانو در تاریخ
- یوهان نپوموک هومل (اتریش، ۱۷۷۸–۱۸۳۷)
- کارل چرنی (اتریش، ۱۷۹۱–۱۸۵۷)
- کارل فیلیپ امانوئل باخ (آلمان، ۱۷۱۴–۱۷۸۸)
- ماریا شیمانوفسکا (لهستان، ۱۷۸۹–۱۸۳۱)
- فردریک شوپن (لهستان، ۱۸۱۰–۱۸۴۹)
- تئودور لشتیزکی (لهستان، ۱۸۳۰–۱۹۱۵)
- فرانتس لیست (مجارستان، ۱۸۱۱–۱۸۸۶)
- توبیاس ماتی (انگلیس، ۱۸۵۸–۱۹۴۵)
- نادیا بولانگر (فرانسه، ۱۸۸۷–۱۹۷۹)
- هاینریش نوهاوس (روسیه، ۱۸۸۸–۱۹۶۴)
- دیمیتری باشکروف (روسیه، ۱۹۳۱–۲۰۲۱)
- نیل آ. کیوس (ایالات متحده، ۱۹۳۱–۲۰۰۹)
- ایلینوی، معروف به خاطر کتاب‌های جیمز باستین ابی وایتساید (ایالات متحده، ۱۸۸۱–۱۹۵۶)
- دوروتی تاوبمن (ایالات متحده، ۱۹۱۷–۲۰۱۳)
- ایزیدور فیلیپ (فرانسه، ۱۸۶۳–۱۹۵۸)
- هارولد بردلی (کانادا ۱۹۰۶–۱۹۸۴)
- فرانسیس کلارک (ایالات متحده، ۱۹۰۵–۱۹۹۸)
- استفان آمر (آلمان، ۱۹۴۲-)
- ایلانا ورد (اسرائیل، ۱۹۴۳–)
- پیتر آرنولد (بریتانیا)
- گراهام فیچ (بریتانیا)

## موضوعات مطالعه
آموزش پیانو شامل مطالعه و آموزش مهارت‌های حرکتی، فکری، حل مسئله و هنری است که در نواختن پیانو به‌طور مؤثر نقش دارند، با استناد به تأثیر زولتان کدای، کارل ارف، امیل ژاک-دالکروز، مربی پیانو روسی-آمریکایی در مدرسه موسیقی لانگی، دکتر فاینا برایانسکایا از رویکردی جامع حمایت می‌کند که تا آنجا که ممکن است جنبه‌های موسیقی سازی را ادغام می‌کند. یک بار منجر به موثرترین آموزش پیانو می‌شود.

## مکان‌هایی که آموزش نواختن پیانو را ارائه می‌دهند
آموزش نوازندگی پیانو اغلب به صورت کلاس‌های خصوصی هفتگی انجام می‌شود که در آن یک هنرجو و یک معلم جلساتی انفرادی دارند. دستورالعمل‌ها ممکن است گاهی به صورت نیمه خصوصی (یک جلسه معلم با گروه کوچکی از دو یا چند دانش آموز) یا در کلاس‌های گروه‌های بزرگتر در فواصل زمانی دیگر ارائه شود. کلاس‌های پیانو در محیط‌های مختلفی ارائه می‌شود، از جمله موارد زیر:
- استودیو معلمان مستقل پیانو
- فروشگاه‌های پیانو و موسیقی
- مدارس موسیقی محلی
- برنامه‌های آموزش مداوم
- بخش مقدماتی کالج‌ها یا هنرستان‌های موسیقی کالج‌ها یا هنرستان‌های موسیقی
- دوره‌های آنلاین آموزش از راه دور
- آموزشگاه‌های موسیقی داخلی/سیار که به خانه‌های دانش آموزان سفر می‌کنند.